# Gens Scribonia
La gens Scribonia è stata una gens dell'Antica Roma, di status plebeo. 
Sebbene compaiano nelle fonti sin dalla seconda guerra punica, il primo a ottenere il consolato fu Gaio Scribonio Curione, nel 76 a.C.

## Origini
Il nomen Scribonio deriva dal termine scribo, che vuol dire "scrittore". Fa parte di un'ampia gamma di gentilizi che originariamente erano usati piuttosto come cognomina.

## Praenomina
Sono noti solo tre praenomina usati dagli Scribonii: Lucio, usato dagli Scribonii Libones, Gaio, usato dagli Scribonii Curiones, e Marco, usato in età imperiale da membri della famiglia che avevano legami parentali con i Livii.

## Familiae e cognomina
Le principali familiae che si ramificarono all'interno della gens Scribonia portavano i cognomina: 
- Libone: derivato da libere, che vuol dire "aspergere", fu dato probabilmente a un membro della famiglia che si occupava delle libagioni. I Liboni erano responsabili della Puteal Libonis, una struttura sacra all'interno del Foro che conteneva reliquie della storia romana di epoca monarchica[3][4].
- Curione: linea famigliare originatasi nel 174 a.C., quando uno Scribonio fu scelto come Curio Maximus[5][6].

## Membri notevoli

### Scrobonii Libones
- Lucio Scribonio Libone, tribuno della plebe nel 216 a.C., chiese senza successo che il Senato riscattasse i prigionieri di Canne. Pretore nel 204 a.C., fu stanziato in Gallia.
- Lucio Scribonio Libone, edile curule nel 194 a.C., presiedette alla prima Megalesia. Pretore nel 192 a.C., preparò la flotta romana per lo sbarco in Epiro. Nel 186 a.C., fu uno dei commissari incaricati di ristabilire le colonie di Siponto e Buxentum.
- Lucio Scribonio Libone, tribuno della plebe nel 149 a.C., accusò Servio Sulpicio Galba di atrocità contro i Lusitani.
- Lucio Scribonio Libone, pretore nell'80 a.C., sposò Cornelia Silla, nipote di Pompeo e Silla, e fu padre di Scribonia, la seconda moglie di Ottaviano, e antenato della dinastia giulio-claudia.
- Lucio Scribonio Libone, figlio del precedente, fu legato di Pompeo e Sesto Pompeo contro Cesare e Ottaviano. Quest'ultimo lo perdonò quando ne sposò la sorella. Console nel 34 a.C., con Marco Antonio.
- Scribonia, sorella del precedente, fu la seconda moglie di Ottaviano, la madre della sua unica figlia, Giulia, e un'antenata della dinastia giulio-claudia.
- Lucio Scribonio Libone, figlio del console del 34 a.C., e console nel 16.
- Scribonia, sorella del precedente, sposò Sesto Pompeo;
- Marco Scribonio Libone, in seguito adottato da Marco Livio Druso Claudiano col nome di Marco Livio Druso Libone. Figlio del pretore nell'80 a.C.
- Marco Scribonio Libone Druso, figlio del console nel 34 a.C.
- Scribonia Magna, figlia del console nel 16, sposò Marco Licinio Crasso Frugi.
- Lucio Scribonio Libone, responsabile degli argini del Tevere sotto Claudio.

### Scribonii Curiones
- Gaio Scribonio Curione, edile nel 196 a.C., pretore nel 193 a.C. e Curio Maximus nel 174 a.C.
- Gaio Scribonio Curione, figlio del precedente, prefetto nel 181 a.C.
- Gaio Scribonio Curione, pretore nel 121 a.C. Oratore e avvocato molto ammirato da Cicerone, difese Servio Fulvio Flacco dall'accusa di incesto.
- Gaio Scribonio Curione, console nel 76 a.C., primo della gens, e proconsole in Macedonia. Combatté i Dardani e i Traci e per questo, nel 72 a.C., gli venne offerto un trionfo.
- Gaio Scribonio Curione, cesariano durante la guerra civile, conquistò la Sicilia ma fu ucciso in Africa a Bagradas.
- Gaio Scribonio Curione, figlio del precedente e di Fulvia, ucciso da Ottaviano dopo la battaglia di Azio.

### Altri
- Scribonio Afrodito, grammatico. Ex schiavo di Lucio Orbilio Pupillo, fu liberato da Scribonia.
- Scribonio, millantatore che tentò di reclamare il trono del Bosforo fingendosi figlio di Mitridate. Fu messo a morte.
- Scribonio Proculo, senatore sotto Caligola, ucciso in una congiura ideata da Protogene.
- Scribonio Largo, medico personale di Claudio. Autore di molte opere, fra cui il De Compositione Medicamentorum, citato da Galeno.
- Scribonio Proculo e Scribonio Rufo. Fratelli e governatori della Germania Superiore e Inferiore, si suicidarono quando Nerone gli convocò in Grecia con l'intento di metterli a morte.